# Lepidaploa pseudomuricata
Lepidaploa pseudomuricata là một loài thực vật có hoa trong họ Cúc. Loài này được H.Rob. mô tả khoa học đầu tiên năm 1995.